# Octopus (Lied)
Octopus (ursprünglich aufgenommen als Clowns and Jugglers, aufgrund einer Textzeile auch bekannt als The Madcap Laughs, 1969 dann umgeschrieben auf den heutigen Titel) ist ein Song von Syd Barrett. Er erschien am 14. November 1969 zunächst als A-Seite der gleichnamigen Single sowie am 3. Januar 1970 auf Barretts Debüt-Solo-Album The Madcap Laughs.

## Produktion
Nachdem Syd Barrett Pink Floyd im Jahre 1968 verlassen hatte, gaben die Produktionsleiter von Blackhill Enterprises, Peter Jenner und Andrew King die Arbeit mit der Band auf und betreuten stattdessen Syd Barrett. Sie gingen im Mai 1968 in die Abbey Road Studios, um Songs einzuspielen, insbesondere bisher nicht fertiggestellte Titel Barretts. Die Arbeiten an Clowns and Jugglers scheiterten aber daran, dass Barrett die Arbeiten einstellte, stattdessen mit seiner Freundin im Land umherreiste und sich danach in psychiatrischer Behandlung wiederfand.
Ab dem 10. April 1969 nahm Barrett die Arbeit mit seinem neuen Produzenten Malcolm Jones beim neuen Label Harvest Records wieder auf. Unter den Produzenten David Gilmour und Roger Waters, die Barrett hinzugezogen hatte, wurden die Arbeiten schließlich im August 1969 beendet, so dass die Single Clowns and Jugglers unter dem neuen Titel Octopus Ende 1969 nach schwierigen Arbeiten erscheinen konnte. 
Textinhaltlich fußt der Song in Auszügen auf dem Gedicht “Rilloby-Rill” aus Old and New, 1912 des britischen Schriftstellers und Historikers Henry Newbolt. Aber auch andere Einflüsse, wie etwa die der Literatur eines Robert Graves oder der Besuche des Skegness Butlin’s Holiday Camp beziehungsweise des Tivoli in Kopenhagen spiegeln sich im Song.

## Veröffentlichung
Der Titel des Albums The Madcap Laughs erschließt sich aus dem darin enthaltenen Song Octopus. Co-Produzent David Gilmour entnahm ihn den Textsequenzen “Well, the madcap laughed at the man on the border...” und an anderer Stelle (aus einer Strophe von Clowns and Jugglers) “...To a madcap galloping chase”. Octopus war Barretts einzige Single während seiner Zeit als Solo-Künstler. Auf der B-Seite der Single findet sich Golden Hair. Die Single erschien etwa anderthalb Monate vor seinem Album. 
In Frankreich erschien die Single mit einem gemalten Oktopus auf dem Cover.
Der Song ist auf dem Remix-Album Opel (1988) (Titel: Clowns and Jugglers), aufgenommen mit der Band Soft Machine enthalten und erschien zudem 2007 auf A Breath of Fresh Air – A Harvest Records Anthology 1969–1974.

## Titelliste
Beide Titel wurden von Syd Barrett geschrieben.
1. Octopus – 3:47
2. Golden Hair (basierend auf einem Gedicht von James Joyce) – 1:59